# Sint-Jozefskliniek (Brugge)

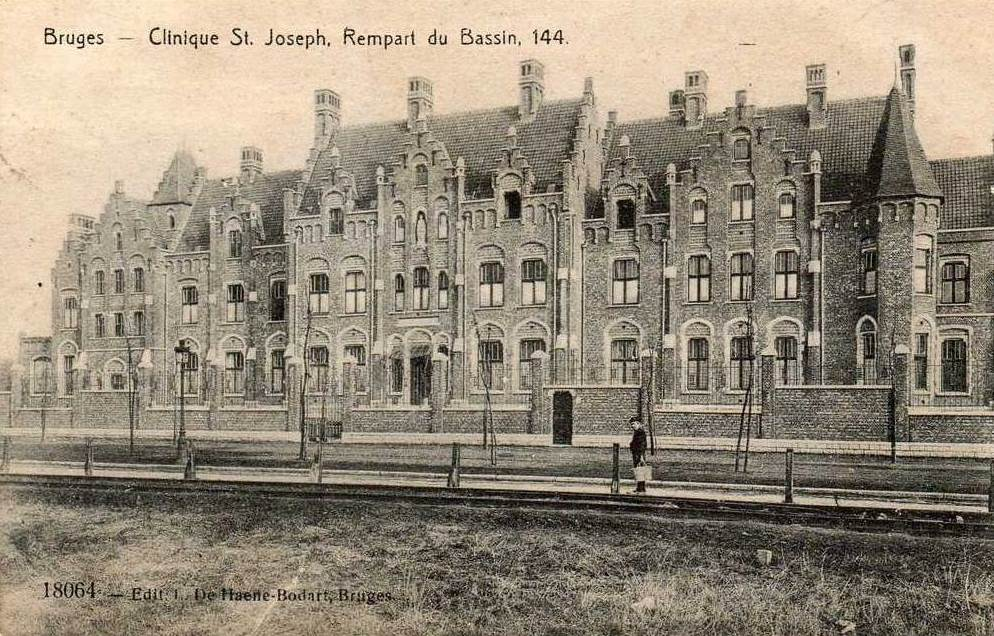
Sint-Jozefskliniek 1911.

De Sint-Jozefskliniek is een voormalige katholieke kliniek aan de Komvest in de Belgische stad Brugge, gebouwd in 1909 naar een ontwerp van architect Huib Hoste. Uitbreidingen volgden nog in 1921 en 1925.

## Meaux
De kliniek werd gebouwd in 1909 in opdracht van de Zusters Augustinessen van Meaux, die in 1905 Frankrijk waren ontvlucht toen de wet op de vereniging van Émile Combes (1835-1921) antiklerikale maatregelen oplegde, die voornamelijk ten doel hadden het aantal en de activiteit van de religieuze congregaties tot het uiterste te beperken en het katholiek onderwijs te fnuiken.
Onmiddellijk bij de opening startte de jonge chirurg Joseph Sebrechts er zijn loopbaan. De Sint-Jozefskliniek - 110 bedden - fuseerde in 1988 met het AZ Sint-Lucas in Assebroek. Sinds 1996 doet de kliniek dienst als internaat voor de leerlingen van de hotelschool Spermalie.